# Giuseppe Bellini
Giuseppe Bellini (Isorella, 23 de octubre de 1923- Milano 19 de junio de 2016) fue uno de los principales hispanistas italianos, catedrático de literatura hispanoamericana en la Universidad de Milán y fundador de los estudios de literatura hispanoamericana en Italia.

## Biografía
Nacido el 23 de octubre de 1923 en Isorella, era hijo único de una familia de pequeños terratenientes y en 1943 participó en la Segunda Guerra Mundial. En 1947 volvió a sus estudios universitarios en la Universidad Bocconi, de Milán, donde fue Franco Meregalli quien despertó su interés por la literatura hispanoamericana; este dirigió su tesis sobre «Pío Baroja y la Generación del 98». Meregalli lo nombró su asistente. En 1956 logró su primer trabajo de profesor en la Facultad de Economía de la Universidad Bocconi, al que seguiría en 1959 el de Literatura hispanoamericana y en 1967 de Literatura española, enseñanzas todas en las que continuó paralelamente dejando hasta cierto punto la de la Facultad de Economía. En 1959 le encargan precisamente de la primera enseñanza italiana de Literatura hispanoamericana, en la Facultad de Lenguas y Literaturas extranjeras de la Universidad Bocconi. En realidad, su primer trabajo universitario lo había obtenido en 1954, en la Facultad de Economía de la Universidad de Parma, y solo lo dejó cuando en 1975 ganó la cátedra de Literatura hispanoamericana en la Universidad de Venecia, donde permaneció hasta 1980. En 1960 había obtenido la «Libera docenza» en dicha disciplina. Sus primeros libros fueron Figure della lirica negra ispano-americana (1950), La narrativa de Rómulo Gallegos (1951), Figure della poesia femminile ispano-americana, (1953), La protesta nel romanzo ispano-americano del ‘900 (1957). En 1970 publicó una Storia della letteratura ispano-americana. Dalle origini precolombiane ai nostri giorni, que, revisada y traducida al castellano, publicó Castalia en 1985, y ampliada dio lugar a la Nueva historia de la literatura hispanoamericana (1997).
De 1981 a 1996 fue catedrático de Lengua y Literatura hispanoamericana en la facultad de Filosofía y Letras de la Universidad de Milán. Dirigió las revistas Studi di Letteratura ispano-americana, Quaderni della Ricerca y Quaderni Ibero-Americani, y codirige Quaderni di Letterature Iberiche e Iberoamericane, Rassegna Iberistica y Centroamericana. Dirige la colección Letterature e Culture dell'America Latina, Letterature Iberiche e Latinoamericane y Biblioteca della Ricerca y es socio honorario de la Sociedad Suiza de Estudios Hispánicos, del Instituto Internacional de Literatura Iberoamericana (EE. UU.) y de la Asociación de Hispanistas Italianos.

Fue autor de 69 volúmenes de crítica literaria desde 1950; de cerca de quinientos ensayos y recensiones desde 1952; de 81 traducciones (en cuanto a prosa la primera fue el Huasipungo de Jorge Icaza, en 1961; en cuanto a poesía, desde 1960); de 22 ediciones de textos (desde, en cuanto a prosa, la Respuesta de Sor Filotea de la Cruz (Cisalpino, Milano, 1953) de sor Juana Inés de la Cruz y en cuanto a poesía desde la Antología poética de Jorge Carrera Andrade, 1963. Falleció en Milán el 19 de junio de 2016 y el mundo académico europeo y americano sigue rindiéndole homenaje por su inestimable labor crítica.

## Obras
- Figure della lirica negra ispano-americana (1950).
- La narrativa de Rómulo Gallegos (1951).
- Figure della poesia femminile ispano-americana (1953).
- La protesta nel romanzo ispano-americano del ‘900 (1957).
- Teatro messicano del Novecento (1957).
- L'opera letteraria di Sor Juana Inés de la Cruz (1964).
- La poesia di Pablo Neruda: da «Estravagario» al «Memorial de Isla Negra» (1966).
- Quevedo nella poesía ispano-americana del ‘900 (1967)
- Il labirinto mágico. Studi sul «nuovo romanzo» ispano-americano (1973).
- Pablo Neruda: la vita, il pensiero, le opere (1973).
- La presencia e influencia de Quevedo in America (1974).
- Quevedo y la poesía hispanoamericana del siglo XX (1976).
- Il mondo allucinanate. Da Asturias a García Márquez: studi sul romanzo ispano-americano della dittatura (1976).
- Storia delle relazioni letterarie tra l'Italia e l'America di lingua spagnola (1977; 2ª. ed. ampliada 1982).
- De tiranos, héroes y brujos (1982).
- Suor Juana e i suoi misteri (1987)
- De amor, magia y angustia (1989)
- Ed. de fray Toribio de Benavente, Historia de los Indios de la Nueva España (1989)
- Edición facsimilar de las Historie del S. D. Fernando Colombo, nelle quali s'ha particolare & vera relatione della vita & de' fatti dell'Ammiraglio D. Christoforo Colombo suo padre..., de 1571 (1992)
- Colombo e la Scoperta nelle grandi opere letterarie (1993)
- Con Aldo Albònico, ed. facsímil de Mondo Nuovo: gli Spagnoli (1993)
- Amara America Meravigliosa (1995).
- Diente del Parnaso y otros poemas de Juan del Valle y Caviedes (1997)
- Nueva historia de la literatura hispanoamericana (1997).
- Teatro sacro de la monja mexicana (1999)
- Mundo mágico y mundo real (1999)
- La narrativa de Miguel Ángel Asturias (1999).
- Studi sulla narrativa ispanoamericana.[6]
- Mundo mágico y mundo real. La narrativa de Miguel Ángel Asturias[7]  (1999).
- Mundo mágico y mundo real. El tema de la dictadura en la narrativa del mundo hispánico (Roma 2000).
- Viaje al corazón de Neruda (Roma 2000).
- El tema de la dictadura en la narrativa hispánica (siglo XX) (2000)
- Re, dame e cavalieri, rustici, santi e delinquenti. Studi sul teatro spagnolo e americano del Secolo Aureo (Roma 2001).[8]
- Re, dame e cavalieri, rustici, santi e delinquenti. Studi sul teatro spagnolo e americano del Secolo Aureo (2001).
- Italia, España, Hispanoamérica: una Comunidad literaria renacentista (2001).
- La pluma mensajera (Salerno 2002).
- Tra Medioevo e Rinascimento. La poesia nell'America conquistata (Salerno 2003).
- Dal Mediterraneo al Mare Oceano. Saggi tra storia e letteratura (Salerno 2004).
- Gabriel García Márquez. Un'epopea della sconfitta (Roma, Bulzoni Editore, 2006).